# سباستین شیپر
سباستین شیپر (آلمانی: Sebastian Schipper؛ زادهٔ ۸ مهٔ ۱۹۶۸) کارگردان فیلم، فیلم‌نامه‌نویس، بازیگر تئاتر، و بازیگر سینما اهل آلمان است.
از فیلم‌ها یا برنامه‌های تلویزیونی که وی در آن نقش داشته‌است می‌توان به پرنسس و سلحشور، لولا می‌دود، ۱۱ ساعت و سه اشاره کرد.
وی همچنین برندهٔ جوایزی همچون جایزه فیلم آلمان شده‌است.